# Persille-slægten
Persille-slægten (Petroselinum) er en slægt af planter, der består af cirka to arter, hvoraf en enkelt findes forvildet i Danmark. 

## Arter
Den forvildede, danske art i slægten:
- Persille (Petroselinum crispum)